# Joeropsis patagoniensis
Joeropsis patagoniensis là một loài chân đều trong họ Joeropsididae. Loài này được Richardson miêu tả khoa học năm 1909.